# 工具主義
在科學哲學中，工具主義（英語：Instrumentalism）認為科學理論是對於明白和了解世界很有用的工具。工具主義認為去評價一個概念或者理論，應該著眼於其解釋和預測現象的能力，而非其形容客觀現實的準確度。
工具主義會避開反現實主義跟哲學現實主義或科學現實主義之間的辯論。它可能更適合被定性為非現實主義。工具主義將評價科學理論的基礎從「到底該理論提出的現象是否真實存在？」移開，而改為分析該理論提出的結果和評價是否能夠跟觀察得到的現象互相符合。

## 解釋
歷史上，對這個世界的詳細觀察和研究結果推進了科學及科學理論的發展。工具主義為科學的實踐和做法提供理論框架。工具主義並非明確地反現實主義；不過，工具主義認為科學家的角色無法超越實證研究的結果，而科學家能夠發展出來的理論可以對世界的運作提出解釋，但這些解釋只應被視為極之接近現實世界的代表，而非被把解釋本身視作終極的現實。
工具主義認為，一個理論要是關於無法觀察到的現象，就沒有科學上的意義。科學家可以對無法觀察到的東西作宣稱和推論，但這些宣稱和推論並沒有科學上的意義。科學探究必然會遇上證據不足的情況，當互相「競爭」的各個理論都把論據建立於同一組證據之上，不充分決定就會因而經常出現。
某些科學研究的核心概念是從根本上地虛無或有爭議的，工具主義的實用性在這類科學，例如量子物理學和天文學，特別明顯。

## 外部連結
- （英語連結）政治能否被貶為科學？ （页面存档备份，存于）
- 大衛·休謨